# Marcel-Sylvain-Alexandre-Nestor Castex
Marcel-Sylvain-Alexandre-Nestor Castex, francoski general, * 1892, † 1950.